# 棕黃擬金眼鯛
棕黃擬金眼鯛（學名：P. analis），又稱棕黃單鰭魚，為輻鰭魚綱鱸形目鱸亞目擬金眼鯛科的其中一個種，分布於西南太平洋區，包括澳洲、豪勳爵島、諾福克島、紐西蘭北島等海域，深度5-40公尺，本魚體側扁呈卵形，尾柄細長，眼大，吻圓鈍，無脂性眼瞼，下頜稍突出，腹鰭較小，位於近胸處，胸鰭基部有一單黑色的圓斑，體色黃褐色，背鰭、臀鰭及尾鰭有黑邊緣，側線明顯，側線鱗片63-77枚，背鰭硬棘6枚、背鰭軟條9-12枚、臀鰭硬棘3枚、臀鰭軟條30-38枚，體長可達20公分。主要棲息在岩礁及珊瑚礁區，屬夜行性魚類，屬肉食性，以浮游生物為食，生活習性不明。